# محمد بن عوض بن لادن
محمد بن عوض بن لادن (1908- 3 سبتمبر 1967)، والد أسامة بن لادن وأحد أبرز رجال الأعمال السعوديين في فترة ما بعد الطفرة النفطية، مؤسس مجموعة بن لادن.

## نسبه
هو محمد بن عوض بن عبود بن علي بن عمر بن علي بن عوض بن عبود بن عوض بن عبود بن يحيى بن راصع بن جعفر بن بدر بن علي بن جعفر بن محمد بن عبد الله بن راصح بن علي بن أبو بكر بن سعيد بن محمد بن سالم بن لادن آل لادن

## عن حياته
ولد في قرية رباط باعشن في إقليم حضرموت في اليمن، هاجر إلى السعودية وعمل حمالاً في ميناء جدة.
وفي الثلاثينات انطلق في أعمال المقاولات وأصبح من المقربين من العائلة المالكة السعودية، وكلفت شركته بالقيام بعدة مشاريع هامة وسرعان ما أصبحت شركته أول شركة مقاولات في المملكة.
تزوج محمد بن لادن 22 مرة وأنجب أكثر من خمسة وخمسين ابنا أبرزهم:
أسامة بن لادن، سالم بن لادن، يسلم بن لادن، بكر بن لادن، يحيى بن لادن، علي بن لادن.

## دوره في توسعة الحرمين الشريفين
تم توحيد المملكة العربية السعودية على يد المؤسس الأول الملك عبد العزيز آل سعود وخلال عهده في عام 1931 م قام محمد بن لادن البدء في مجال المقاولات. وفي العام 1950 م منح الملك عبد العزيز شرف تجسيد أمنيته القيام بأول توسعة سعودية للحرم النبوي الشريف في المدينة المنورة لمحمد بن لادن وقد امتد العمل بهذه التوسعة إلى عهد الملك سعود بن عبد العزيز وانتهى بنجاح تام، ونتيجة لهذا النجاح تم تكليف محمد بن لادن بتوسعة المسجد الحرام في مكة المكرمة لتكون أول توسعة يشهدها التاريخ منذ ألف عام وقد تم البدء بهذا المشروع العملاق في عام 1955 م واستمر في تنفيذه خلال عهد الملك فيصل بن عبد العزيز الذي خلف الملك سعود وانتهى في عهد الملك خالد بن عبد العزيز مستغرقاً عشرون عاماً من الجهد والإتقان. وفي عام 1964 م قام بن لادن بالعمل لإعادة تغطية قبة الصخرة في مدينة القدس. وكما تنامت البنية التحتية للمملكة العربية السعودية في وثبات قوية سريعة تنامت أيضاً مشاريع بن لادن في نفس الخطى لتلعب دوراً رائداً ومكملا لهذه النهضة العملاقة، حيث عهد إليها ببناء شبكة المواصلات والطرق السريعة عبر كل مدن ومناطق المملكة العربية السعودية.

## وفاته
توفي في حادث طائرة في 3 سبتمبر 1967، الموافق 28 جمادى الأولى العام 1387هـ، عن عمر يناهز (59) عاماً، في منطقة عسير بمحافظة سراة عبيدة في مكان يدعى محيلية عن عمر يناهز 59 سنة.